# Meshtastic
Meshtastic é um projeto de código aberto que utiliza rádios LoRa (Long Range) para criar redes mesh descentralizadas, permitindo comunicação sem necessidade de infraestrutura tradicional, como torres de celular ou satélites. Ele foi desenvolvido para ser usado em situações de emergência, expedições remotas, atividades ao ar livre e em locais sem cobertura de redes convencionais.
O software do Meshtastic roda em dispositivos baseados em microcontroladores ESP32 e rádios LoRa, permitindo a troca de mensagens entre usuários por meio de aplicativos móveis ou computadores conectados via Bluetooth ou USB.
Ele é protegido por criptografia AES-256, garantindo que apenas dispositivos autorizados possam acessar e ler as mensagens dentro de uma rede
O Meshtastic é mantido por uma comunidade ativa de desenvolvedores e entusiastas da tecnologia mesh. O código-fonte e as documentações estão disponíveis no GitHub . Há também fóruns de discussão e servidores no Discord onde os usuários podem compartilhar experiências, tirar dúvidas e sugerir melhorias para o projeto.

## Histórico
O projeto Meshtastic surgiu como uma alternativa para comunicação off-grid, inspirado por tecnologias de redes mesh e pelo crescente interesse em dispositivos de rádio de baixo consumo energético. Com o avanço dos rádios LoRa, a comunidade de desenvolvedores viu a oportunidade de criar uma rede descentralizada e de longo alcance que permitisse a troca de mensagens em áreas remotas ou em situações de desastre.
O desenvolvimento do Meshtastic é colaborativo e conta com a contribuição de desenvolvedores independentes e entusiastas da tecnologia open-source. Desde seu lançamento inicial, o software recebeu diversas atualizações para otimização do consumo de energia, melhorias na interface do usuário e suporte a novos dispositivos de hardware.

## Funcionamento
O Meshtastic utiliza rádios LoRa para estabelecer conexões entre nós (dispositivos), formando uma rede mesh. Cada nó pode retransmitir mensagens, ampliando a cobertura da rede sem a necessidade de infraestrutura fixa.

### Arquitetura e componentes
- Hardware compatível: O Meshtastic roda principalmente em placas com microcontroladores ESP32, que se conectam a módulos LoRa (SX1262, SX1276, entre outros).
- Software: O firmware do Meshtastic é open-source e pode ser instalado em dispositivos compatíveis. O projeto mantém repositórios públicos no GitHub para colaboração e atualizações.
- Aplicativo móvel e desktop: A comunicação com os dispositivos Meshtastic pode ser feita via Bluetooth (smartphones) ou USB (computadores), utilizando aplicativos dedicados para Android, iOS e interfaces web.

## Aplicações
O Meshtastic é utilizado em diversas situações, incluindo:
- Emergências e desastres naturais: Permite comunicação em cenários onde a infraestrutura de telecomunicações foi comprometida.
- Expedições e aventuras ao ar livre: Útil para montanhistas, trilheiros e exploradores que precisam se comunicar em locais remotos.
- Comunidades off-grid: Algumas comunidades utilizam Meshtastic para manter redes de comunicação independentes.
- Protestos e ativismo: Em locais onde redes tradicionais são monitoradas ou bloqueadas, o Meshtastic pode oferecer uma alternativa segura para troca de mensagens.

## Comparação com outras tecnologias
| Tecnologia      | Infraestrutura necessária | Alcance típico                    | Criptografia | Aplicação principal               |
| --------------- | ------------------------- | --------------------------------- | ------------ | --------------------------------- |
| Meshtastic      | Nenhuma                   | Até 20 km (dependendo do terreno) | AES-256      | Comunicação descentralizada       |
| Redes celulares | Torres de celular         | Cobertura urbana e rural          | Variável     | Comunicação global                |
| Wi-Fi Mesh      | Conexão à internet        | Depende da infraestrutura         | WPA2/WPA3    | Expansão de redes locais          |
| Rádio amador    | Licença necessária        | Centenas de km (com repetidores)  | Opcional     | Comunicação de emergência e hobby |